# Nationaldivisioun 2016/17
De Luxemburgse Nationaldivisioun was het 103de seizoen in het topvoetbal van Luxemburg. Het seizoen begon op 6 augustus 2016 en werd besloten op 21 mei 2017. F91 Dudelange was de verdedigend kampioen van voorgaand seizoen.

## Eindstand
|     | Club                | WG | W  | G | V  | DV | DT | +/−  | P  |                                             |
| --- | ------------------- | -- | -- | - | -- | -- | -- | ---- | -- | ------------------------------------------- |
| 1.  | F91 Dudelange       | 26 | 20 | 5 | 1  | 68 | 14 | +54  | 65 | Kwalificatie Champions League, eerste ronde |
| 2.  | FC Differdange 03   | 26 | 20 | 5 | 1  | 65 | 21 | +44  | 65 | Kwalificatie Europa Leugue, eerste ronde    |
| 3.  | Fola Esch           | 26 | 16 | 8 | 2  | 69 | 34 | +35  | 56 | Kwalificatie Europa League, eerste ronde    |
| 4.  | Progrès Niedercorn  | 26 | 13 | 5 | 8  | 57 | 38 | +19  | 44 | Kwalificatie Europa League, eerste ronde    |
| 5.  | FC UNA Strassen     | 26 | 11 | 4 | 11 | 39 | 47 | −8   | 37 |                                             |
| 6.  | Union Titus Pétange | 26 | 10 | 5 | 11 | 38 | 33 | +5   | 35 |                                             |
| 7.  | Mondorf-les-Bains   | 26 | 9  | 3 | 14 | 29 | 45 | −16  | 30 |                                             |
| 8.  | Jeunesse Esch       | 26 | 7  | 8 | 11 | 38 | 49 | −11  | 29 |                                             |
| 9.  | Victoria Rosport    | 26 | 8  | 4 | 14 | 38 | 54 | −16  | 28 |                                             |
| 10. | Racing FC           | 26 | 8  | 3 | 15 | 38 | 52 | −14  | 27 |                                             |
| 11. | RM Hamm Benfica     | 26 | 7  | 5 | 14 | 29 | 47 | - 18 | 26 |                                             |
| 12. | Jeunesse Canach     | 26 | 5  | 8 | 13 | 30 | 54 | −24  | 23 | degradatie play-off                         |
| 13. | US Rumelange        | 26 | 5  | 8 | 13 | 29 | 53 | −24  | 23 | gedegradeerd naar de Eirepromotion          |
| 14. | UN Käerjéng 97      | 26 | 7  | 1 | 18 | 37 | 63 | −26  | 22 | gedegradeerd naar de Éirepromotioun         |

## Play-offs

### Promotie/degradatie
|                   |                 |     |                          |                                                                                       |
| 25 mei 2017 18:00 | Jeunesse Canach | 2-2 | US Hostert               | Stade John Grün, Mondorf-les-bains Toeschouwers: 1.579 Scheidsrechter: Frank Bourgnon |
| 25 mei 2017 18:00 | Sy Seck (8, 20) |     | Stump (12) Rougeaux (51) | Stade John Grün, Mondorf-les-bains Toeschouwers: 1.579 Scheidsrechter: Frank Bourgnon |

## Statistieken

### Topscorers
| N | Naam          | Club               | Goals | Pen. | Duels | Gem. |
| - | ------------- | ------------------ | ----- | ---- | ----- | ---- |
| 1 | Omar Er Rafik | FC Differdange 03  | 26    | 2    | 25    |      |
| 2 | Remi Laurent  | Progres Niederkorn | 24    | 1    | 26    |      |
| 3 | David Turpel  | F91 Dudelange      | 21    | 4    | 25    |      |
| 4 | Samir Hadji   | CS Fola Esch       | 20    | 3    | 21    |      |